# Sainte-Colombe-sur-Seine
Sainte-Colombe-sur-Seine és un municipi francès, situat al departament de la Costa d'Or i a la regió de Borgonya - Franc Comtat. L'any 2007 tenia 912 habitants.

## Demografia

### Població
El 2007 la població de fet de Sainte-Colombe-sur-Seine era de 912 persones. Hi havia 389 famílies, de les quals 118 eren unipersonals (55 homes vivint sols i 63 dones vivint soles), 137 parelles sense fills, 114 parelles amb fills i 20 famílies monoparentals amb fills.
La població ha evolucionat segons el següent gràfic:
Habitants censats

### Habitatges
El 2007 hi havia 463 habitatges, 394 eren l'habitatge principal de la família, 13 eren segones residències i 56 estaven desocupats. 356 eren cases i 103 eren apartaments. Dels 394 habitatges principals, 277 estaven ocupats pels seus propietaris, 104 estaven llogats i ocupats pels llogaters i 13 estaven cedits a títol gratuït; 3 tenien una cambra, 14 en tenien dues, 78 en tenien tres, 128 en tenien quatre i 170 en tenien cinc o més. 210 habitatges disposaven pel capbaix d'una plaça de pàrquing. A 187 habitatges hi havia un automòbil i a 125 n'hi havia dos o més.

### Piràmide de població
La piràmide de població per edats i sexe el 2009 era:
| Homes | Edats   | Dones |
| ----- | ------- | ----- |
| 0     | 95 o +  | 0     |
| 0     | 90 a 94 | 4     |
| 3     | 85 a 89 | 9     |
| 4     | 80 a 84 | 9     |
| 27    | 75 a 79 | 23    |
| 25    | 70 a 74 | 19    |
| 28    | 65 a 69 | 35    |
| 22    | 60 a 64 | 42    |
| 38    | 55 a 59 | 22    |
| 31    | 50 a 54 | 45    |
| 39    | 45 a 49 | 37    |
| 34    | 40 a 44 | 27    |
| 37    | 35 a 39 | 52    |
| 29    | 30 a 34 | 30    |
| 26    | 25 a 29 | 31    |
| 29    | 20 a 24 | 20    |
| 36    | 15 a 19 | 30    |
| 39    | 10 a 14 | 22    |
| 46    | 5 a 9   | 54    |
| 20    | 0 a 4   | 48    |

## Economia
El 2007 la població en edat de treballar era de 558 persones, 373 eren actives i 185 eren inactives. De les 373 persones actives 335 estaven ocupades (182 homes i 153 dones) i 39 estaven aturades (17 homes i 22 dones). De les 185 persones inactives 73 estaven jubilades, 33 estaven estudiant i 79 estaven classificades com a «altres inactius».

### Ingressos
El 2009 a Sainte-Colombe-sur-Seine hi havia 390 unitats fiscals que integraven 911 persones, la mediana anual d'ingressos fiscals per persona era de 16.412 €.

### Activitats econòmiques
Dels 37 establiments que hi havia el 2007, 1 era d'una empresa extractiva, 1 d'una empresa alimentària, 2 d'empreses de fabricació d'altres productes industrials, 8 d'empreses de construcció, 8 d'empreses de comerç i reparació d'automòbils, 5 d'empreses de transport, 3 d'empreses d'hostatgeria i restauració, 1 d'una empresa financera, 2 d'empreses immobiliàries, 1 d'una empresa de serveis, 2 d'entitats de l'administració pública i 3 d'empreses classificades com a «altres activitats de serveis».
Dels 12 establiments de servei als particulars que hi havia el 2009, 1 era una oficina de correu, 1 taller de reparació d'automòbils i de material agrícola, 1 taller d'inspecció tècnica de vehicles, 2 guixaires pintors, 1 fusteria, 3 lampisteries, 1 electricista i 2 restaurants.
Dels 3 establiments comercials que hi havia el 2009, 1 era una botiga de menys de 120 m², 1 una botiga de material de revestiment de parets i terra i 1 una joieria.
L'any 2000 a Sainte-Colombe-sur-Seine hi havia 8 explotacions agrícoles que ocupaven un total de 1.005 hectàrees.

## Equipaments sanitaris i escolars
L'únic equipament sanitari que hi havia el 2009 era una farmàcia.
El 2009 hi havia 1 escola maternal i 1 escola elemental.

## Poblacions més properes
El següent diagrama mostra les poblacions més properes.